# Перескиопсис
Перескиопсис (лат. Pereskiopsis) — род растений семейства Кактусовые (Cactaceae).

## Название
Родовое латинское (научное) название Pereskiopsis происходит от сочетания названия рода Переския (Pereskia) и греческого слова -opsis, что переводится как «похожий».
Русскоязычное название является транслитерацией латинского.

## Описание

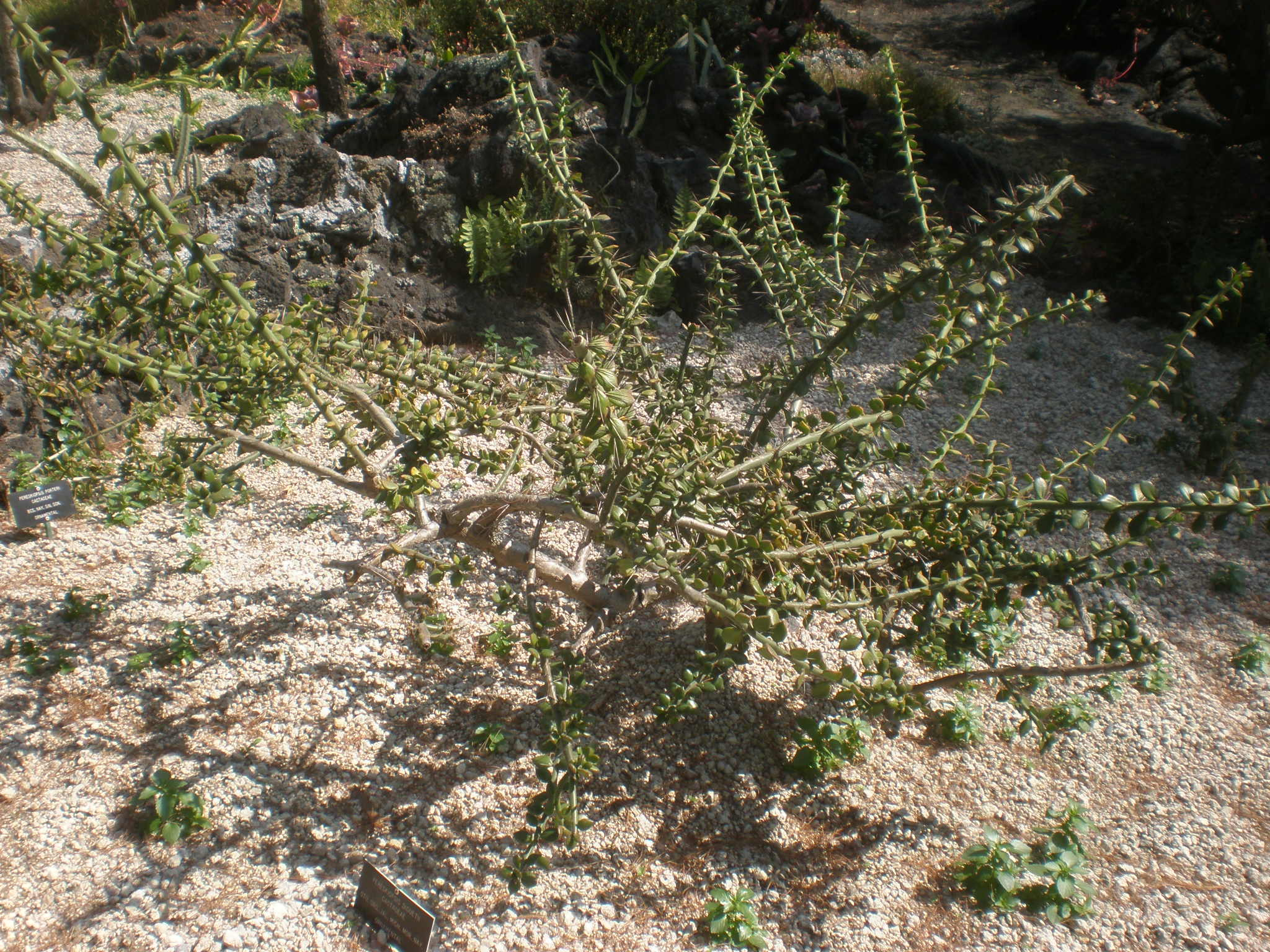
Pereskiopsis diguetii

Представители рода являются кустарниковидными и древовидными растениями, отличающимися неравномерной ветвистостью. Ветви цилиндрические, листья имеют различную форму: они могут быть упорными, переменными, эллиптическими, округлыми, ланцетными, лопатчатыми или мясистыми, с коротким черешком. Ареолы обычно округлые и покрыты шерстистыми волосками, а также содержат глохидии.
Цветки бывают как дневными, так и ночными. Они могут быть желтыми, розовыми, оранжевыми или красными. Например, вид Pereskiopsis porteri цветет поздно днем, и его желтые цветки закрываются на следующее утро. Этот факт важен, поскольку определяет тип опылителя, вероятно, бражниками. Плоды мелкие и имеют форму от обратнояйцевидной до грушевидной. Они сочные, оранжево-красные. Плоды быстро опадают. Семена дисковидные, опушенные и имеют беловатый оттенок.

## Распространение
Боливия, Гватемала, Гондурас, Мексика.

## Таксономия

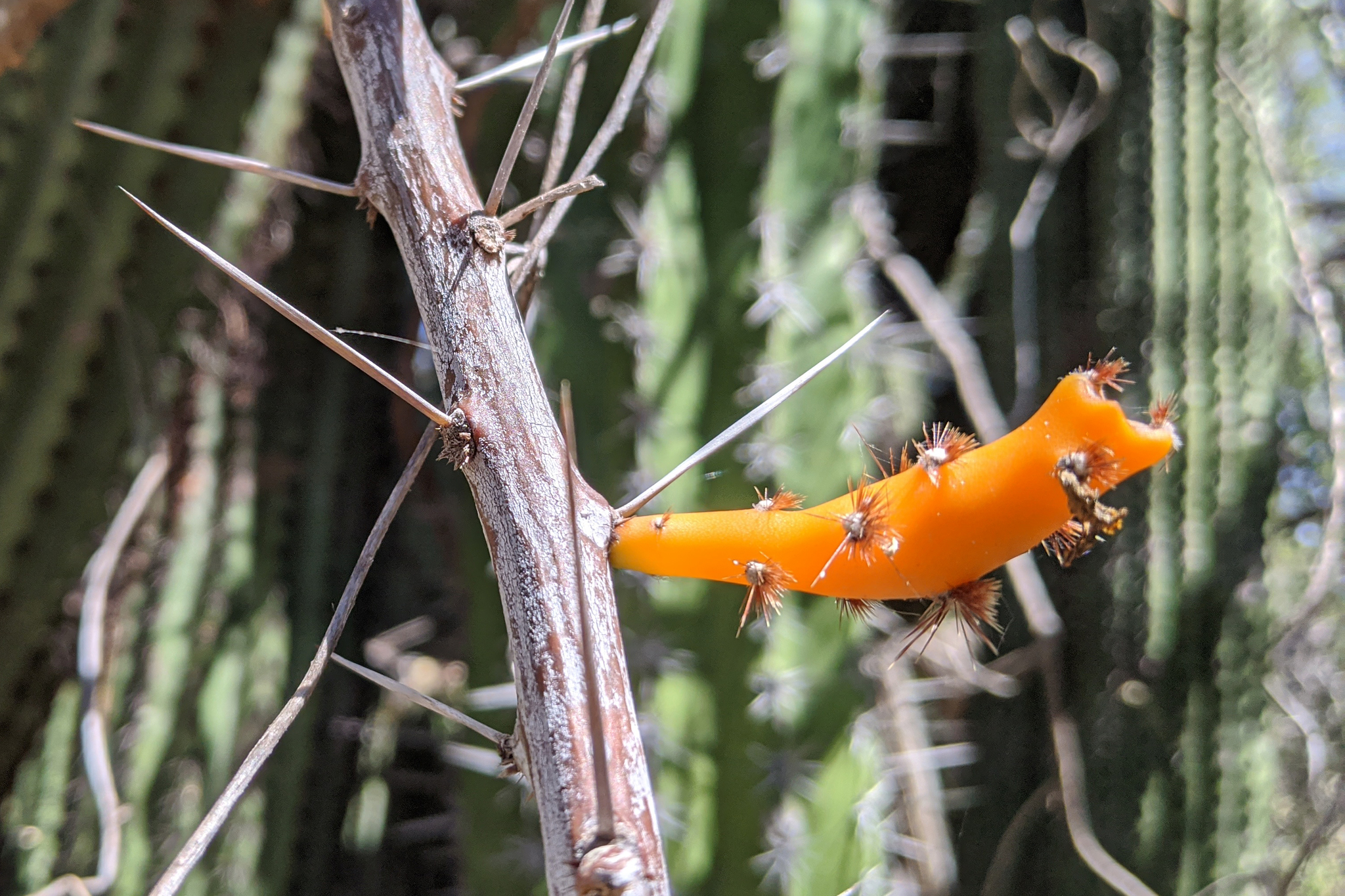
Pereskiopsis porteri

Pereskiopsis Britton & Rose, первое упоминание в Smithsonian Misc. Collect. 50: 331 (1907).

### Виды
Подтвержденные виды по данным сайта Plants of the World Online на 2023 год:
- Pereskiopsis aquosa (F.A.C.Weber) Britton & Rose
- Pereskiopsis blakeana J.G.Ortega
- Pereskiopsis brandegeei Britton & Rose
- Pereskiopsis diguetii (F.A.C.Weber) Britton & Rose
- Pereskiopsis kellermanii Rose
- Pereskiopsis porteri (Brandegee ex F.A.C.Weber) Britton & Rose
- Pereskiopsis rotundifolia (DC.) Britton & Rose